# 9월 8일
9월 8일은 그레고리력으로 251번째(윤년일 경우 252번째) 날에 해당한다.

## 사건
- 1380년 - 쿨리코보전투에서 러시아가 킵차크한국을 격파
- 1858년 - 무굴 제국 멸망. 이후 인도는 영국 식민지로 편입되다.
- 1926년 - 독일, 국제연맹에 가입
- 1941년 - 제2차 세계 대전: 독일이 소련의 레닌그라드에 대해 포위공격을 시작하다. 이 포위는 900여일간 계속되었다.
- 1942년 - 일본, 〈조선 목재 통제령〉 시행규칙 공포 시행
- 1944년 - 제2차 세계 대전: 독일이 V2 로켓으로 런던 공격을 시작하다.
- 1945년 - 미국군이 인천에 상륙하다. 이날 상륙한 부대는 7사단 예하 육군 선발대였다.
- 1951년 - 제2차 세계 대전: 미국 샌프란시스코에서 일본과 연합국 사이에 대일강화조약이 체결되다.
- 1952년 - 유럽 석탄 철강 공동체(ECSC) 이사회, 서독 수상 콘라드 아데나워 주재로 업무 개시
- 1955년 - 콘라트 아데나워 서독 총리, 제2차 세계 대전 종전후 최초로 소련 방문.
- 1966년 - 대한민국과 일본 국교 정상화 이후 첫 양국회담인 한일각료회의 서울서 개최.
- 1971년 - 대한민국 정부, 국토종합개발계획 발표.
- 1974년 - 제럴드 포드 미국 대통령, 워터게이트 사건 주인공인 리처드 닉슨 전 대통령 사면
- 1983년 - 대한민국 제 118회 임시국회, 소련의 KAL기 격추 규탄 결의안 채택
- 1988년 - 소비에트 연방, 서울 올림픽 전후 23일간 KAL기의 자국영공 통과 허용키로 결정.
- 1989년 - 대한민국 국가안전기획부, 한국외국어대학교 학생 임수경 밀입북 사건 수사결과 발표.
- 1991년 - 북마케도니아가 독립하다.
- 1995년 - 유고슬라비아 분쟁 당사자들, 제네바 평화 협상에서 보스니아 평화 원칙에 합의
- 2002년 - 남북적십자사, 금강산 지역에 이산가족면회소 공동설치 등 6개항 합의사항 발표.
- 2009년 - 한국철도공사 노조가 시한부 파업을 벌여 일부 열차의 운행이 일시중지되었다. (단, KTX와 통근열차는 파업에 상관없이 정상운행을 하였음.)
- 2009년 - 1975년 노벨 물리학상 수상자인, 오게 닐스 보어가 사망함.
- 2014년
  - 지름 18m의 소행성 '2014 RC'가 지구와 달 사이 거리의 10분의 1인 39,900km까지 접근, 지구 궤도를 스쳐 지나가다.
  - 우크라이나 동남부 도시 마리우폴에서 정부군과 반군이 교전을 재개하였다. 이 과정에서 1명이 사망하고 3명이 부상당하였다.
  - 필리핀 남부 마긴다나오주에 연일 이어진 폭우로 이재민 15만명이 발생하였다.
- 2022년 - 영국 찰스 3세 국왕 즉위.

## 문화
- 1884년 - 잉글랜드에서 가장 오래된 축구 리그인 풋볼 리그가 시작되다.
- 1923년 - 보스턴 로건 국제공항 개항.
- 1934년 - 남대문에 국내 최초의 신호등 설치.
- 1954년 - 동남 아시아의 반공산주의 집단방위기구인 동남아시아조약기구(SEATO) 발족.
- 1998년 - 대한민국, 하나은행·보람은행 합병.
- 2002년
  - 이창동 감독 영화 《오아시스》가 제 59회 베니스 국제 영화제에서 감독상, 신인배우상 수상.
  - 제주도 케이블SO 채널6 SBS-TV 역외재송신 23:59 종료
- 2007년 - 오스트레일리아의 시드니에서 아시아 태평양 경제협력체가 개막되었다.
- 2009년 - KBS의 전설의 고향이 32년 만에 종영되었다.
- 2016년 - 대구 도시철도 1호선 서편 연장 구간인 대곡 ~ 설화명곡역 구간 개통.

## 탄생
- 1157년 - 잉글랜드 플랜태저넷 왕가의 2번째 군주 리처드 1세. (~1199년)
- 1588년 - 프랑스의 수학자 마랭 메르센. (~1648년)
- 1783년 - 덴마크의 철학자 니콜라스 그룬트비. (~1872년)
- 1824년 - 멕시코의 음악가 하이메 누노 로카. (~1908년)
- 1827년 - 조선의 제24대 국왕 헌종. (~1849년)
- 1830년 - 프랑스의 시인, 오크어 부활 운동가 프레데릭 미스트랄. (~1914년)
- 1841년 - 체코의 작곡가 안토닌 드보르자크. (~1904년)
- 1864년 - 영국의 철학자 레너드 홉하우스. (~1929년)
- 1887년 - 미국의 군인 제이콥 L. 디버스. (~1979년)
- 1920년 - 대한민국의 군인 김경진. (~1952년)
- 1923년 - 러시아의 시인 라술 감자토프. (~2003년)
- 1926년 - 대한민국의 정치인 이동원. (~2006년)
- 1930년 - 베트남의 군인, 정치인 응우옌까오끼. (~2011년)
- 1932년 - 일본의 그래픽 디자이너 스기우라 고헤이.
- 1934년 - 영국의 작곡가, 지휘자 피터 맥스웰 데이비스. (~2016년)
- 1935년 - 대한민국의 전직 대통령 노태우의 아내 김옥숙.
- 1936년 - 인도의 기업인 인두 자인. (~2021년)
- 1941년 - 미국의 정치인, 사회주의자 버니 샌더스.
- 1943년
  - 대한민국의 신학자 유광웅. (~2023년)
  - 대한민국의 기업인 김선구. (~2024년)
- 1954년
  - 대한민국의 배우 최상훈.
  - 미국의 활동운동가 루비 브리지스.
  - 스웨덴의 펜싱 선수 요한 하르멘베리.
- 1955년 - 러시아의 군인 발레리 게라시모프.
- 1957년 - 대한민국의 바둑 기사 정대상.
- 1958년
  - 대한민국의 군인 한주호. (~2010년)
  - 일본의 성우 미야모토 미츠루.
- 1960년 - 대한민국의 정치인 이동진.
- 1961년 - 대한민국의 의원 이완식.
- 1962년
  - 대한민국의 배우 최동엽.
  - 독일의 배우 토마스 크레치만.
- 1963년 - 일본의 희극인 마쓰모토 히토시.
- 1966년
  - 대한민국의 배우 이창훈.
  - 프랑스의 건축가이자 디자이너 장마리 마소.
- 1969년
  - 대한민국의 야구 선수 구대성.
  - 대한민국의 간호사, 정치인 김보라.
  - 웨일스의 축구 선수 게리 스피드.
  - 이탈리아의 축구 감독 에우세비오 디 프란체스코.
- 1970년 - 일본의 성우 쿠마이 모토코.
- 1971년
  - 영국의 배우 마틴 프리먼.
  - 불가리아의 권투 선수 다니엘 페트로프.
- 1972년
  - 대한민국의 가수, 배우, 방송인 김민희.
  - 대한민국의 아나운서 신윤주.
  - 일본의 성우 세키 토모카즈.
- 1973년 - 대한민국의 배우 오협.
- 1974년 - 대한민국의 화가, 미디어 아티스트 서동욱.
- 1977년
  - 일본의 성우 사나다 아사미.
  - 대한민국의 배우 한수현.
- 1978년 - 대한민국의 가수 김주영.
- 1979년
  - 대한민국의 배우 이동훈.
  - 미국의 가수, 싱어송라이터 핑크.
- 1980년 - 일본의 성우 가도와키 마이.
- 1981년
  - 대한민국의 전 야구 선수 오윤.
  - 미국의 전 배우 조너선 테일러 토머스.
- 1983년
  - 대한민국의 배우 최성준.
  - 대한민국의 야구 선수 신용운.
  - 대한민국의 배우 이하린.
  - 스위스의 축구 선수 디에고 베날리오.
  - 대한민국의 가수 겸 배우 이하린.
- 1984년 - 대한민국의 가수 브라우니.
- 1985년
  - 대한민국의 배우 강필선.
  - 일본의 전 축구 선수 오구라 쇼헤이.
- 1986년
  - 포르투갈의 축구 선수 조앙 모티뉴.
  - 대한민국의 바둑 기사 송태곤.
  - 대한민국의 전 축구 선수 박선우.
- 1987년
  - 미국의 래퍼 위즈 칼리파.
  - 대한민국의 희극인 오주은.
  - 미국의 배우 레이 피셔.
- 1988년
  - 대한민국의 전직 스타크래프트 프로게이머 김경모.
  - 대한민국의 트로트 가수 김은아.
  - 대한민국의 피트니스 모델, 배우 서리나.
- 1989년
  - 스웨덴의 전자 음악가 아비치. (~2018년)
  - 아이슬란드의 축구 선수 길비 시귀르드손.
  - 대한민국의 골프 선수 김해림.
- 1990년
  - 대한민국의 야구 선수 박건우.
  - 일본의 전 축구 선수 나가타 다쿠야.
- 1991년 - 대한민국의 배우 박소담.
- 1992년
  - 대한민국의 전직 스타크래프트 프로게이머 정우용.
  - 중국의 가수 황팅팅.
- 1993년
  - 대한민국의 가수 신종국.
  - 브라질의 축구 선수 다우베르트 엔히키.
  - 스웨덴의 축구 선수 마그달레나 에릭손.
- 1994년
  - 일본의 축구 선수 마에카와 다이야.
  - 일본의 성우 와키 아즈미.
  - 대한민국의 가수 전민주.
- 1995년
  - 일본의 축구 선수 가와베 하야오.
  - 독일의 축구 선수 율리안 바이글.
  - 스웨덴의 바이애슬론 선수 마르틴 폰실루오마.
- 1996년 - 대한민국의 모델 이다은.
- 1997년 - 대한민국의 바둑 기사 권주리.
- 1998년 - 대한민국의 래퍼 토스트보이.
- 1999년 - 중화인민공화국의 쇼트트랙 선수 짱이쩌.
- 2001년 - 대한민국의 가수, 유튜버 이승빈.
- 2002년 - 크로아티아의 축구 선수 루카 수치치.
- 2003년 - 대한민국의 오버워치 프로게이머 한현석.
- 2004년 - 대한민국의 축구 선수 김정훈.
- 2005년 - 대한민국의 가수 한태현.

## 사망
- 701년 - 제84대 로마의 교황 세르지오 1세. (650년~)
- 1613년 - 이탈리아의 작곡가 카를로 제수알도. (1566년~)
- 1924년 - 대한민국의 독립운동가 안무. (1883년~)
- 1949년 - 독일의 작곡가, 지휘자 리하르트 슈트라우스. (1864년~)
- 1950년 - 북한의 정치인, 군인 강건. (1918년~)
- 1981년 - 일본의 물리학자 유카와 히데키. (1907년~)
- 2003년 - 독일의 영화 감독 레니 리펜슈탈. (1902년~)
- 2010년 - 미국의 진화생물학자 조지 크리스토퍼 윌리엄스. (1926년~)
- 2016년 - 대한민국의 야구해설가, 평론가 하일성. (1949년~)
- 2019년 - 대한민국의 만화가 김성환. (1932년~)
- 2022년 - 영국의 여왕 엘리자베스 2세. (1926년~)
- 2024년
  - 일본의 성우 시노하라 에미. (1963년~)
  - 미국의 야구 선수 에드 크레인풀. (1944년~)
  - 중국의 작가 톄류. (1933년~)

## 기념일
- 추석 - 2014년, 2033년, 2071년, 2090년
- 국제 문해의 날(세계 문맹 퇴치의 날)
- 복되신 동정 마리아 탄생 축일: 리히텐슈타인, 바티칸 시국

## 같이 보기
- 전날: 9월 7일 다음날: 9월 9일 - 전달: 8월 8일 다음달: 10월 8일
- 음력: 9월 8일
- 모두 보기